# Route nationale 3 (Algérie)
Pour les articles homonymes, voir N3 et Route nationale 3.
La route nationale (RN 3 ou N 3) est un axe nord-sud long de 2 120 km entre Skikda et Djanet. Elle débute au bord de la mer Méditerranée pour prendre fin au cœur du desert dans le Tassili.

## Paysages

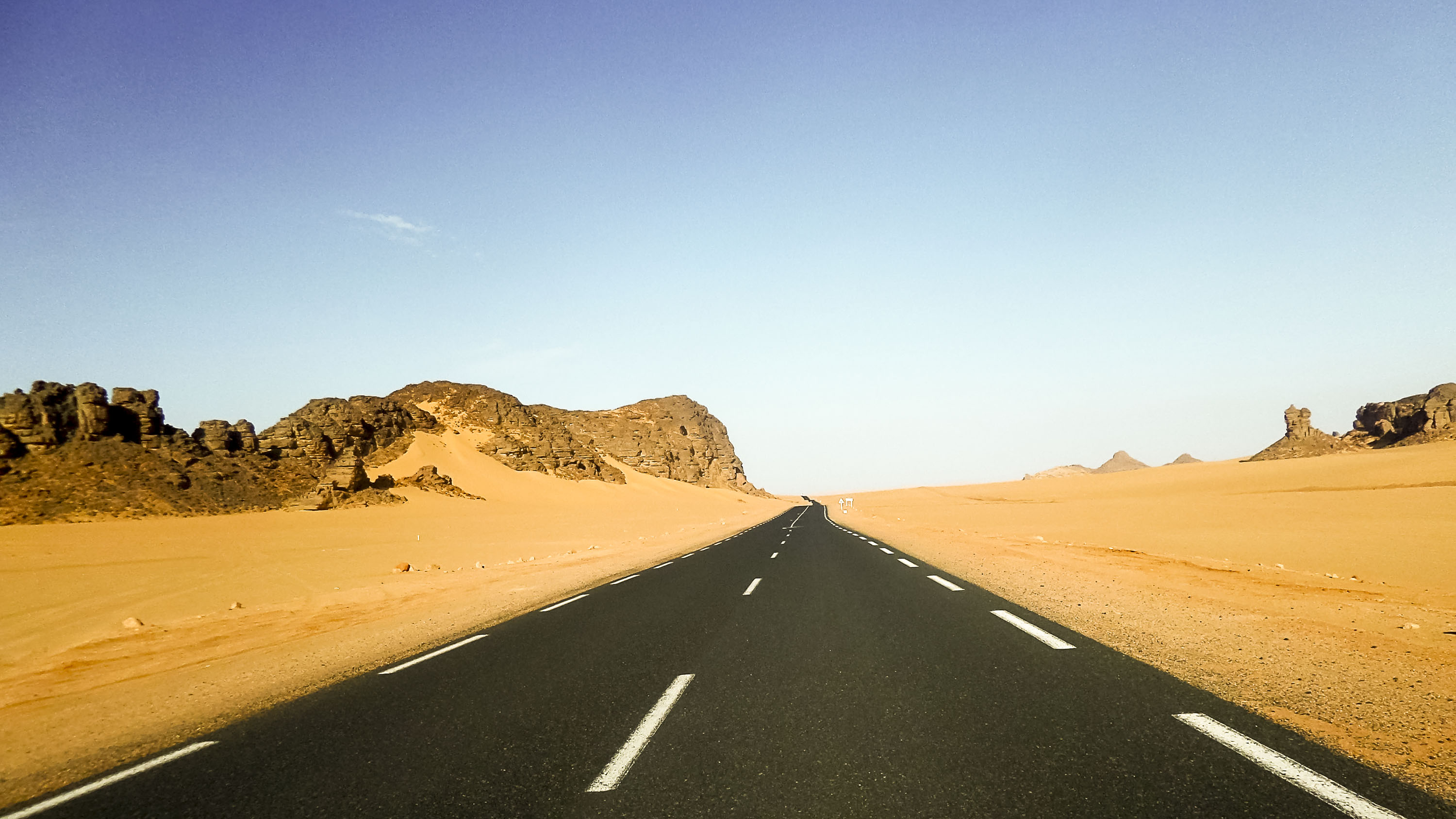
RN 3, Djanet

La RN3 débute près du port de Skikda dont elle va traverser la plaine de l'oued Safsaf jusqu'à El Harrouch avant de monter jusqu'au col d'El Kentour qui contourne le pic du même nom et qui fait partie des monts de Constantine. Elle pénètre dans la haute vallée du Smendou jusqu'à la ville de Zighoud Youcef, longe ensuite les ravines de l'Oued Rhummel par une corniche spectaculaire, traverse Constantine puis l'Oued Boumerzoug avant d'atteindre les hautes plaines de l'Atlas tellien en passant par la dépression de Sebkhet Ez Zemoul au sud de Aïn M'lila. 
Elle descend ensuite vers Batna en contournant les massifs des Aurès en passant entre eux et le Parc national de Belezma. Elle continue à travers l'Atlas saharien en passant les gorges d'El Kantara laissant la vallée du Zab à l'ouest pour traverser les Oasis des Zibans dans la région de Biskra. Ensuite, elle entre dans le désert du Sahara après avoir longé le Chott Melghir en passant par les oasis de la région de Touggourt pour traverser les dunes de Dokhara en longeant puis traversant le Grand erg oriental au niveau de la région pétrolifère de Hassi Messaoud avant de bifurquer au niveau du Plateau du Tinrhert près de Bordj Omar Driss où la route va prendre la direction de l'Est à travers le Hamada jusqu'à la région d'In Amenas pour reprendre en direction du sud vers Illizi pour atteindre le Tassili n'Ajjer et l'oasis de Djanet. De là elle parcourt encore une soixantaine de kilomètres, d'abord en direction du sud-est puis vers le sud avant de se perdre dans le désert saharien, légèrement au nord du 24e parallèle (latitude 24°02'50").

## Parcours
- Skikda (km 0)
- El Harrouch (km 32)
- Constantine (km 82)
- Ain M'lila (km 132)
- Batna (km 200)
- Ain Touta (km 266)
- Biskra (km 352)
- El M'Ghair (km 472)
- Djamaa (km 519)
- Touggourt (km 568)
- Hassi Messaoud (km 742)
- Hassi Belguebour (Bordj Omar Driss) (km 1 098)
- In Amenas (km 1 472)
- Illizi (km 1 715)
- Bordj El Haouas (km 1 985)
- Djanet (km 2 120)